# Modificare post-transcripțională

Exemplu de semnal care direcționează procesarea post-transcripție: semnalul eucariotic de poliadenilare direcționează clivarea la primirea semnalului de clivare și adăugarea lanțului poly-A la ARN-ul mesager

Modificările post-transcripție reprezintă un proces în biologia celulară prin care, în celulele eucariote, ARN-ul primar este schimbat în ARN matur. Un exemplu important reprezintă conversia ARN-ului mesager precursor în ARN mesager matur, care include splicingul ARN și are loc înainte de sinteza proteinelor. Acest proces este esențial în procesul de translație al eucariotelor, deoarece ARN-ul primar conține atât exoni, care sunt secvențele care codează proteine, dar și introni, care sunt secvențe care nu codează proteine.